# Civezza
Civezza (ligur nyelven Çivessa) egy olasz község a Liguria régióban, Imperia megyében 40 km-re a francia határától.

## Történelme
A település első említése a 13. századból származik Civetie néven. Neve valószínűleg a latin Civicius keresztnévből származik. A hagyományok szerint velencei menekültek alapították 1100 körül. A 13. századtól a Genovai Köztársaság része lett. A 16. században a Turgut reisz vezette kalózok fosztották ki. A napóleoni háborúk során a franciák szerezték meg, majd 1815-ben, a bécsi kongresszus után a Szárd-Piemonti Királysághoz csatolták.

## Gazdasága
A település gazdasága a mezőgazdaságra épült: zöldség-, szőlő-, olajbogyó- és gyümölcstermesztés, de jelentős az állattartás is. Tulajdonképpeni ipari termelés nincs, csak néhány kisebb építőipari cég működik a településen.

## Fordítás
- Ez a szócikk részben vagy egészben  a   Civezza című olasz Wikipédia-szócikk fordításán alapul.  Az eredeti cikk szerkesztőit annak laptörténete sorolja fel. Ez a jelzés csupán a megfogalmazás eredetét és a szerzői jogokat jelzi, nem szolgál a cikkben szereplő információk forrásmegjelöléseként.